# Heliodoro Madrona
Heliodoro Madrona Julbe (Alicante, 21 de abril de 1913 - Alicante, 18 de diciembre de 1998) fue un empresario, deportista y dirigente deportivo español. Fue un importante empresario alicantino en el siglo XX con un holding de empresas bajo su mando y ostentando cargos de relevancia en diversas administraciones. Fue presidente del Hércules Club de Fútbol.

## Trayectoria
Estudió en el colegio Maravillas de Madrid y en los Escolapios de Barcelona, posteriormente hizo ingeniería industrial en su rama textil en la Escuela de Ingeniería Industrial de Tarrasa. Tras finalizar sus estudios, Madrona Julbe tomó las riendas de los importantes negocios familiares. Durante casi un siglo la fábrica Heliodoro Madrona S.A. fue una de las más importantes industrias de Alicante. La factoría fue fundada en 1898 por su padre, Heliodoro Madrona Pujalte. En sus inicios fue una empresa dedicada a la fabricación de cintas para todo tipo de uso, prendas de vestir, productos del hogar, etc. Se encontraba enclavada en la avenida de Orihuela 57, en el barrio de La Florida. Posteriormente el negocio se amplió y al de cintas se le unió el de carbón, Carbones Madrona S.A., situado en el muelle de poniente. Ya en los años 1960 el holding siguió creciendo y se añadió Heliotextil S.A., una multinacional con patente francesa.
Heliodoro Madrona poseía gran fama en el carácter comercial y social alicantino de la época, lo que le llevó a ocupar diversos puestos de relevancia, como formar parte del consejo de administración de Aguas de Alicante, vicepresidente de la Cámara de Comercio, presidente del Puerto de Alicante. En su aspecto social fue el presidente en Alicante de la Asociación Española Contra el Cáncer. Bajo su mandato en la autoridad portuaria se construyó el patronato de viviendas para trabajadores portuarios, barrio situado en el Muelle de Poniente y que lleva su nombre.
El deporte fue su gran pasión. Fue presidente del Real Club de Regatas de Alicante, del Club Atlético Montemar y del Hércules Club de Fútbol. Como deportista fue un todoterreno; fue subcampeón regional en tenis por parejas con Alejandro Lamaignère. En hockey fue campeón con el Club Atlético Montemar. En vela destacó a nivel nacional en modalidad snipe con Joaquín Quero, y se alzó con la copa de Marruecos en Melilla. En tiro pichón consiguió la copa Osborne en Málaga.